# Göran Karlsson
Bo Göran Karlsson (* 21. September 1937 in Malmö; †  26. Mai 2020 ebenda) war ein schwedischer Radrennfahrer.

## Sportliche Laufbahn
Karlsson gewann 1959 die Tunesien-Rundfahrt vor Frits Knoops. Dabei erzielte er einen Etappensieg. In jener Saison siegte er auch im Straßenrennen der Meisterschaften der Nordischen Länder vor Vagn Bangsborg.
1960 wurde er Berufsfahrer im italienischen Radsportteam Carpano. 1960 startete er in der Tour de France in einem internationalen Team mit Fahrern aus Österreich, Dänemark und Portugal. Auf der 8. Etappe schied er aus. 1961 fuhr er als Profi für das französische Team Margnard-Rocher-Dunlop.
Danach wurde er reamateurisiert und setzte seine Laufbahn fort. 1962 fuhr er für die schwedische Nationalmannschaft die Österreich-Rundfahrt, die er beim Sieg von Walter Müller als 19. beendete.
Im Rennen der UCI-Straßen-Weltmeisterschaften startete er 1958 und wurde dort als 24. klassiert, 1959 wurde er 25.